# Service de presse suisse
 (février 2022).
Si vous disposez d'ouvrages ou d'articles de référence ou si vous connaissez des sites web de qualité traitant du thème abordé ici, merci de compléter l'article en donnant les références utiles à sa vérifiabilité et en les liant à la section « Notes et références ».
Le Service de presse suisse (SPS) est une association suisse, fondée en 1943 par l'Office fédéral de la culture.

## Description
L'association a pour mission de promouvoir la création littéraire de Suisse et de stimuler l'intérêt pour les littératures suisses par-delà les frontières linguistiques.
Ses deux organes principaux sont :
- Viceversa Littérature, revue trilingue née en 2007 à la place de la revue francophone Feuxcroisés.
- Le Culturactif Suisse, site littéraire mensuel et archive électronique des écrivains suisses.

Outre ces deux médias, le SPS coédite des volumes de traductions d'auteurs de Suisse et coorganise des rencontres ou des lectures publiques.